# Orden de San Carlos (Mónaco)
Orden de San Carlos (en monegasco U̍rdine de San Carlu) es la más alta de las distinciones monegascas, por delante de la orden de Grimaldi.

## La orden
Creada el 15 de marzo de 1858 por el Príncipe Carlos III, la Orden de San Carlos es concedida por el Príncipe Soberano de Mónaco para recompensar los méritos y los servicios prestados al Estado o a su persona. La Orden de San Carlos, considerada el equivalente monegasco de la Legión de Honor, es la distinción monegasca más importante, por delante de la Orden de Grimaldi .

### Categorías
La Orden de San Carlos comprende cinco clases en orden ascendente, siendo los tres primeros rangos y las dos más altas dignidades. :
1. Caballero,
2. Oficial,
3. Comendador,
4. Gran Oficial,
5. Gran Cruz .

### Cancillería de las Órdenes de la Corona
- Gran maestro de la orden : Alberto II, Príncipe Soberano de Mónaco, que recibe el gran collar el día de su entronización.
- Canciller : Doctor Jean-Joseph Pastor, gran oficial de la orden.
- Secretario General : Laurent Anselmi, comandante de la orden.

Tradicionalmente, el príncipe presenta estas distinciones cada año en el marco de las ceremonias que marcan la fiesta nacional del Principado ( 19 de noviembre desde el reinado de Rainiero III, fiesta de San Rainiero). Esta fecha fue fijada en el calendario por Alberto II, aunque la tradición implicaba trasladarla a su propia fiesta, al igual que sus predecesores antes que él.

## Medalla y cinta
La medalla consta de una cruz dorada con cuatro brazos y ocho puntas en esmalte blanco bordeada de rojo. En el centro de la cruz hay un medallón que lleva en un lado, sobre esmalte rojo, un doble monograma C con la corona principesca, con la leyenda Princeps et patria en oro sobre esmalte blanco y del otro lado el escudo ahusado de gules y plata, en esmalte rojo y blanco, con la divisa del Principado, Deo juvante . La cruz está rodeada por una corona de laurel y olivo esmaltada en verde y rematada con la corona principesca de oro.
La cinta está formada por tres franjas verticales de igual anchura, rojas a ambos lados y blancas en el centro, siendo estos colores los del Principado de Mónaco.
| Barras de orden | Barras de orden | Barras de orden | Barras de orden | Barras de orden |
| --------------- | --------------- | --------------- | --------------- | --------------- |
| Gran Cruz       | Gran Oficial    | Comendador      | Oficial         | Caballero       |

## Honores militares
Los carabineros rinden honores fúnebres a los miembros de la Orden de San Carlos con un protocolo proporcional al rango. :
- Caballeros, oficiales y comendadores. : Los honores son prestados en el interior de la iglesia por un piquete de cuatro fusileros comandados por un oficial, de uniforme completo y armados, dispuestos alrededor del catafalco y de cara al coro.
- Grandes oficiales y grandes cruces : Los honores se rinden a la entrada de la iglesia, a la llegada y salida del cuerpo del difunto, por un pelotón de veinticuatro fusileros uniformados y en armas, comandados por un oficial.

## Bases legales
- Ordenanza del 16 de enero de 1863 sobre la orden de San Carlos.
- Ordenanza del 16 de enero de 1863 por la que se establecen los estatutos de la Orden de San Carlos.[4]
- Soberana Ordenanza n 125 del 23 avril 1923 sobre las insignias de la Orden de San Carlos.

## En el escudo de armas de Mónaco

Escudo de armas de Mónaco.

El collar de la Orden de San Carlos acompaña al escudo del escudo de armas de Mónaco .